# Hondura Lucero
Hondura Lucero är en ort i Mexiko.   Den ligger i kommunen San Juan Comaltepec och delstaten Oaxaca, i den sydöstra delen av landet, 400 km sydost om huvudstaden Mexico City. Hondura Lucero ligger 1 095 meter över havet och antalet invånare är 179.
Terrängen runt Hondura Lucero är bergig åt sydväst, men åt nordost är den kuperad. Runt Hondura Lucero är det ganska glesbefolkat, med 28 invånare per kvadratkilometer. Närmaste större samhälle är Lachixova, 6,2 km nordväst om Hondura Lucero. I omgivningarna runt Hondura Lucero växer i huvudsak städsegrön lövskog.